# 弗拉斯卡蒂

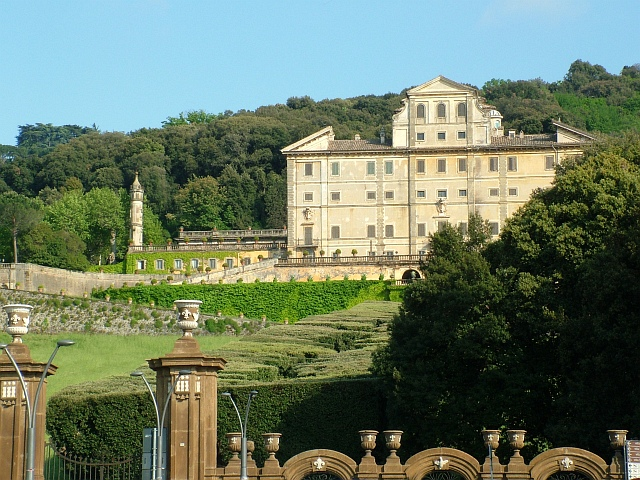
弗拉斯卡蒂镇的一座教宗别墅

弗拉斯卡蒂（義大利語：Frascati）是意大利中部拉齐奥大区罗马首都广域市一个市镇，位于罗马市东南20公里处，面积22平方公里，人口二万余。弗拉斯卡蒂镇风景秀丽，以其众多的教宗别墅而闻名。

## 友好城市
- 法國 圣克卢